# Aeroport de Mocímboa da Praia
L'aeroport de Mocímboa da Praia (codi IATA: MZB, codi OACI: FQMP) és un aeroport que serveix Mocímboa da Praia, al districte de Mocímboa da Praia, al nord de la província de Cabo Delgado a Moçambic.